# Fran Kirby
Fran Kirby, född den 29 juni 1993 i Reading, är en engelsk fotbollsspelare (mittfältare) som spelar för Chelsea och det engelska landslaget.
Kirby var en del av den engelska truppen i VM i Kanada år 2015 och i VM i Frankrike år 2019. Inför 2019 års turnering hade hon gjort 12 mål på 39 landskamper.